# Credito Italiano
Il Credito Italiano (abbreviato Credit) era una delle prime e più importanti banche italiane; insieme a Banco di Roma e Banca Commerciale Italiana, era una delle tre banche di interesse nazionale (BIN), controllate dall'IRI. Nel 1998 si fuse con UniCredito, diventando così UniCredito Italiano.

## Storia

### Le origini nell'Ottocento
Il 28 aprile 1870 venne fondata a Genova la Banca di Genova. La banca era azionista di compagnie armatoriali, come il Lloyd Italiano e la concorrente compagnia dei Raggio, di zuccherifici (Ligure Lombarda), di banche fra cui la Banca Romana. Partecipò alla costituzione di banche anche a Buenos Aires (Banca d'Italia e del Rio de la Plata) e Calcutta. Successivamente partecipò alla costituzione della Società Esercizio Bacini, allargò la partecipazione nel settore marittimo alla Navigazione Generale Italiana, alla flotta Lavarello, a La Veloce. Nel 1889 assorbì un'altra delle maggiori banche genovesi, la Banca Provinciale di Genova in crisi a causa degli investimenti immobiliari. Tuttavia, negli anni successivi anche la Banca di Genova entrò in crisi e fra il 1891 e il 1894 dovette ridurre il capitale in varie riprese da venti a tre milioni di lire.
Nel 1894  la Banca di Genova acquisì la Banca Manzi di Roma e la Banca Vonwiller, la cui sede a Milano diventerà la filiale della banca in quella città: questa operazione porta l'istituto di credito a cambiar nome nel 1895 in Credito Italiano. Nello stesso anno le azioni della banca vengono ammesse alla contrattazione alla borsa di Milano. Nel 1897 la banca ottiene una partecipazione del 30% nell'azienda elettrica Edison.

### I primi decenni del Novecento
Nel 1905 acquista invece la Banca Meuricoffre di Napoli e nel 1907 il Credito Italiano sposta la direzione generale da Genova, dove rimane la sede legale, a Milano, in Piazza Cordusio facendo costruire un nuovo edificio (Palazzo del Credito Italiano) all'architetto Luigi Broggi. Il palazzo rimase la sede milanese della banca per molti anni, anche dopo la nascita di UniCredit, tanto che anche il palazzo fu poi chiamato Palazzo Unicredit. Sempre nel 1907, partecipa con la Banca d'Italia e la Banca Commerciale Italiana al salvataggio della Società Bancaria Italiana. In questo periodo vengono aperte le sedi di Londra (1911) e New York (1917). Sempre nel 1911 fonda con dei belgi, la Banca Italo-Belga in Sud America (Brasile, Argentina e Uruguay).
La clientela del Credito Italiano era costituita soprattutto da grandi imprese (siderurgiche, chimiche, zuccherifici), tuttavia l'istituto riscontava anche le cambiali relative ai prestiti concessi dalle casse di risparmio alle piccole e medie imprese. Presidente della Banca fu per lungo tempo Enrico Rava, mentre un influente consigliere d'amministrazione era Giovanni Battista Pirelli.

### Il ventennio fascista e la crisi del 1929
Nel 1919 vengono acquistate le banche: Banca del Monferrato, Banca di Legnano, Credito Varesino e una forte partecipazione nella Banca Unione. Nel 1920 viene costituita la Compagnia Finanziaria Nazionale. Sempre nel 1920 venne costituita la Sino-Italian Bank avente lo scopo di facilitare gli affari dell'Italia in Estremo Oriente. Nel 1929 crolla la Borsa di Wall Street di New York, evento che si ripercuoterà in Piazza Affari nel 1932.
Nel 1930 il Credito Italiano (seconda banca italiana) acquista la Banca Nazionale di Credito (terza banca italiana, costituita per liquidare la Banca Italiana di Sconto). Nello stesso anno il Credito avrebbe dovuto dichiarare il fallimento, essendo in stato d'insolvenza, ma venne salvato dall'Istituto di Liquidazioni: il decreto che stabiliva i finanziamenti al Credito fu tenuto segreto e non pubblicato sulla Gazzetta Ufficiale. Nel 1933, l'Istituto per la Ricostruzione Industriale, la finanziaria pubblica mediante la quale il governo fascista effettuava il salvataggio delle industrie in crisi, assorbì l'Istituto di Liquidazioni e con esso il Credito Italiano. Nel 1935 il titolo viene sospeso dalla borsa.
La legge bancaria del 1936 limitò l'attività delle banche al solo credito ordinario e qualificò le tre ex banche miste come istituti di credito di diritto pubblico. Tuttavia, nel 1937 l'IRI mutò la qualifica delle tre banche, da Istituti di Diritto pubblico a Banche di interesse nazionale, per conservarne la forma di società per azioni.

### Seconda guerra mondiale e dopoguerra
Nel 1940 vengono chiuse le sedi di Londra e New York. Il 10 giugno dello stesso anno l'Italia fascista entra nella Seconda guerra mondiale. Nel luglio 1943 il fascismo e le sue istituzioni crollano subitaneamente e comincia, dopo l'Armistizio dell'8 settembre, la guerra civile italiana, che finirà il 2 maggio 1945.
Nel 1946, subito dopo la fine della guerra, il Credito Italiano insieme alle altre due banche dell'IRI partecipa alla fondazione dell'istituto di credito a medio e lungo termine Mediobanca con una quota del 35%, che diminuirà gradualmente negli anni.

### Il boom economico e gli anni settanta e ottanta
Nel 1970 riprende la quotazione del titolo in borsa. Vengono riaperte le filiali di Londra (1971) e New York (1973).
Nel 1986 vengono emesse le azioni di risparmio. Vengono aperte le filiali di Pechino (1987), Madrid (1988), e Hong Kong (1989).

### La privatizzazione degli anni novanta e la nascita di Unicredit
Nel 1991 viene acquistata la Banca Mediterranea di Credito. Nel 1993 viene fatta un'offerta pubblica di vendita con la quale si privatizza la banca, e si ha, dopo il blocco a seguito della crisi degli anni trenta, l'apertura degli sportelli bancari. Coordinatore per il collocamento (advisor) è la banca Goldman Sachs. Sempre nel 1993, viene aperta la filiale di Parigi. Nel 1995 il Credito Italiano acquista con l'aiuto di Carimonte Banca e RAS il Credito Romagnolo. Dalla successiva fusione tra il Rolo, Carimonte Banca e altri istituti minori della regione nasce Rolo Banca 1473; quest'ultima prima incorpora la Banca del Friuli, e nel 1998 la controllata Banca Popolare del Molise. Nel 1998, dalla fusione dei gruppi Credito Italiano (formato da Credito Italiano e Rolo Banca 1473) e Unicredito (formato da Cassa di Risparmio di Verona, Vicenza, Belluno e Ancona (Cariverona), Cassa di Risparmio di Torino, e Cassamarca), nasce Unicredito Italiano, in seguito rinominato nel 2008 UniCredit.